# Димельштадт
Димельштадт (нем. Diemelstadt) — город в Германии, в земле Гессен. Подчинён административному округу Кассель. Входит в состав района Вальдек-Франкенберг. Население составляет 5427 человек (на 31 декабря 2010 года). Занимает площадь 82,58 км². Официальный код — 06 6 35 008.
Город подразделяется на 9 городских районов.